# Dichelostemma
Dichelostemma es un género de plantas herbáceas, perennes y bulbosas perteneciente a la familia de las asparagáceas. Comprende cinco  especies distribuidas en el oeste de América del Norte. 

## Descripción
Son plantas herbáceas y perennes que crecen a partir de cormos recubiertos de fibras. Presentan de una a cinco hojas basales con láminas angostamente lanceoladas y de márgenes enteros. El escapo es áfilo, solitario, por lo general débil y cilíndrico.  Las flores son hermafroditas y actinomorfas, con un perigonio de seis tépalos, claramente fusionados en el extremo proximal formando un tubo cilíndrico, ovoide o acampanado, de vez en cuando globoso o urceolado, con lóbulos similares. El androceo está formado por tres estambres (seis en Dichelostemma capitatum) con anteras basifijas, epitépalos; filamentos totalmente adnatos al tubo del perianto; estaminodios ausentes (excepto en Dichelostemma volubile). El gineceo está formado por tres carpelos fusioandos que conforman un ovario súpero, con tres lóculos que llevan varios óvulos. El estigma presenta tres lóbulos poco aparentes. Las flores se agrupan en inflorescencias en umbela, generalmente densas, de dos a 20 miembros, bracteadas. El fruto es una cápsula loculicida, generalmente ovoides. Las semillas son de color negro, muy angulosas. El número cromosómico básico es x=9 (x=8 en Dichelostemma ida-maia).

## Taxonomía
Respecto a los límites del género Dichelostemma  y de los géneros relacionados  Brodiaea y Triteleia han existido dos escuelas de pensamiento. Una escuela postula que se trata de un solo género con tres subgéneros,    mientras que la otra sostiene que son tres géneros distintos  La evidencia reciente, tanto a nivel molecular como anatómico,  no es compatible con ninguno de esos puntos de vista. Bloomeria  está relacionado con Triteleia y Brodiaea estaría estrechamente relacionado con Dichelostemma, siendo la única especie con seis estambres -D. capitatum- hermana con el clado formado por el resto de las especies con tres estambres de Brodiaea/Dichelostemma. Esta evidencia reciente también sugiere que las secciones taxonómicas actualmente establecidas en Triteleia  necesitan de una revisión.

### Especies

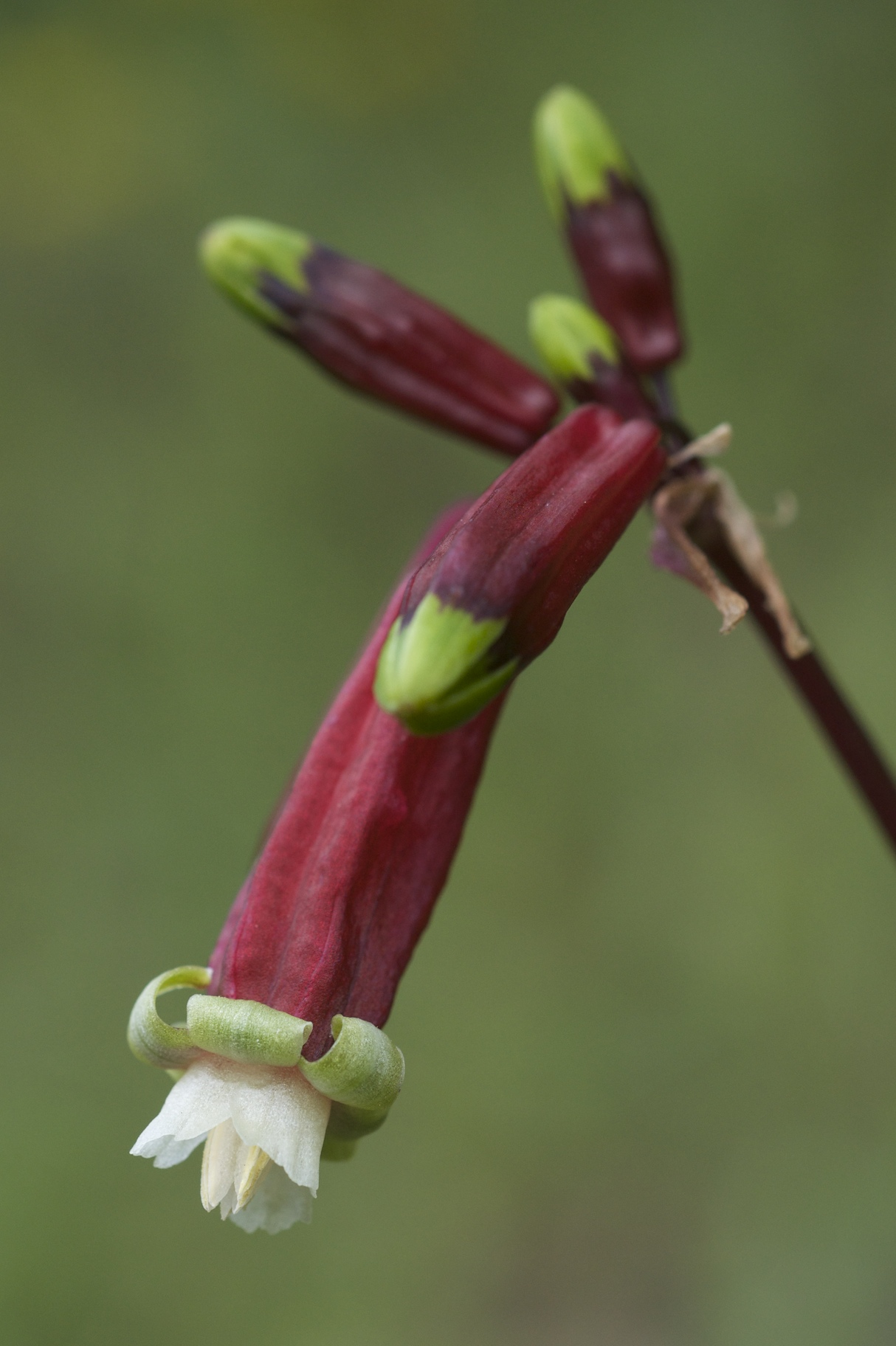
Dichelostemma ida-maia.

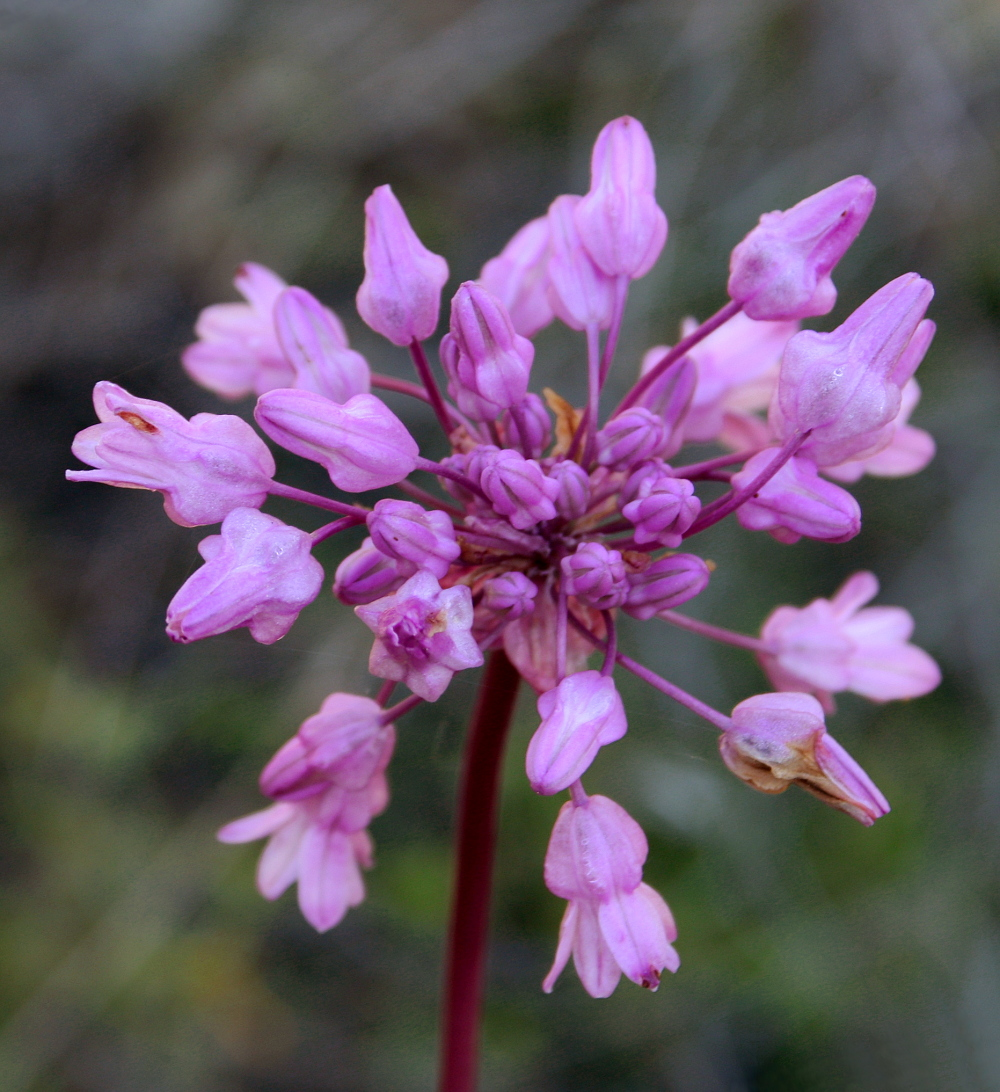
Dichelostemma volubile.

A continuación se brinda un listado de las especies del género Dichelostemma aceptadas hasta marzo de 2011, ordenadas alfabéticamente. Para cada una se indica el nombre binomial seguido del autor, abreviado según las convenciones y usos, y la publicación válida. Finalmente, para cada especie también se detalla su distribución geográfica.
- Dichelostemma capitatum (Benth.) Alph.Wood, Proc. Acad. Nat. Sci. Philadelphia 20: 173 (1868). Oeste de Estados Unidos a Nuevo México y Noroeste de México. 
  - Dichelostemma capitatum subsp. capitatum. Sur de Oregón a México (Baja California).
  - Dichelostemma capitatum subsp. pauciflorum (Torr.) Keator, Four Seasons 9: 30 (1992). Sudoeste de Estados Unidos al oeste de Nuevo México y Noroeste de México.
- Dichelostemma congestum (Sm.) Kunth, Enum. Pl. 4: 470 (1843). Estado de Washington a norte y centro de California.
- Dichelostemma ida-maia (Alph.Wood) Greene, Man. Bot. San Francisco: 318 (1894). Sudoeste de Oregón a norte y centro de California.
- Dichelostemma multiflorum (Benth.) A.Heller, Muhlenbergia 2: 15 (1905). Sur de Oregón a California.
- Dichelostemma volubile (Kellogg) A.Heller, Bull. S. Calif. Acad. Sci. 2: 65 (1903). California.

Además, se incluye la siguiente notoespecie:
- Dichelostemma × venustum (Greene) Hoover, Amer. Midl. Naturalist 24: 474 (1940). D. congestum × D. ida-maia. Noroeste de California.